# Bussy-le-Repos (Yonne)

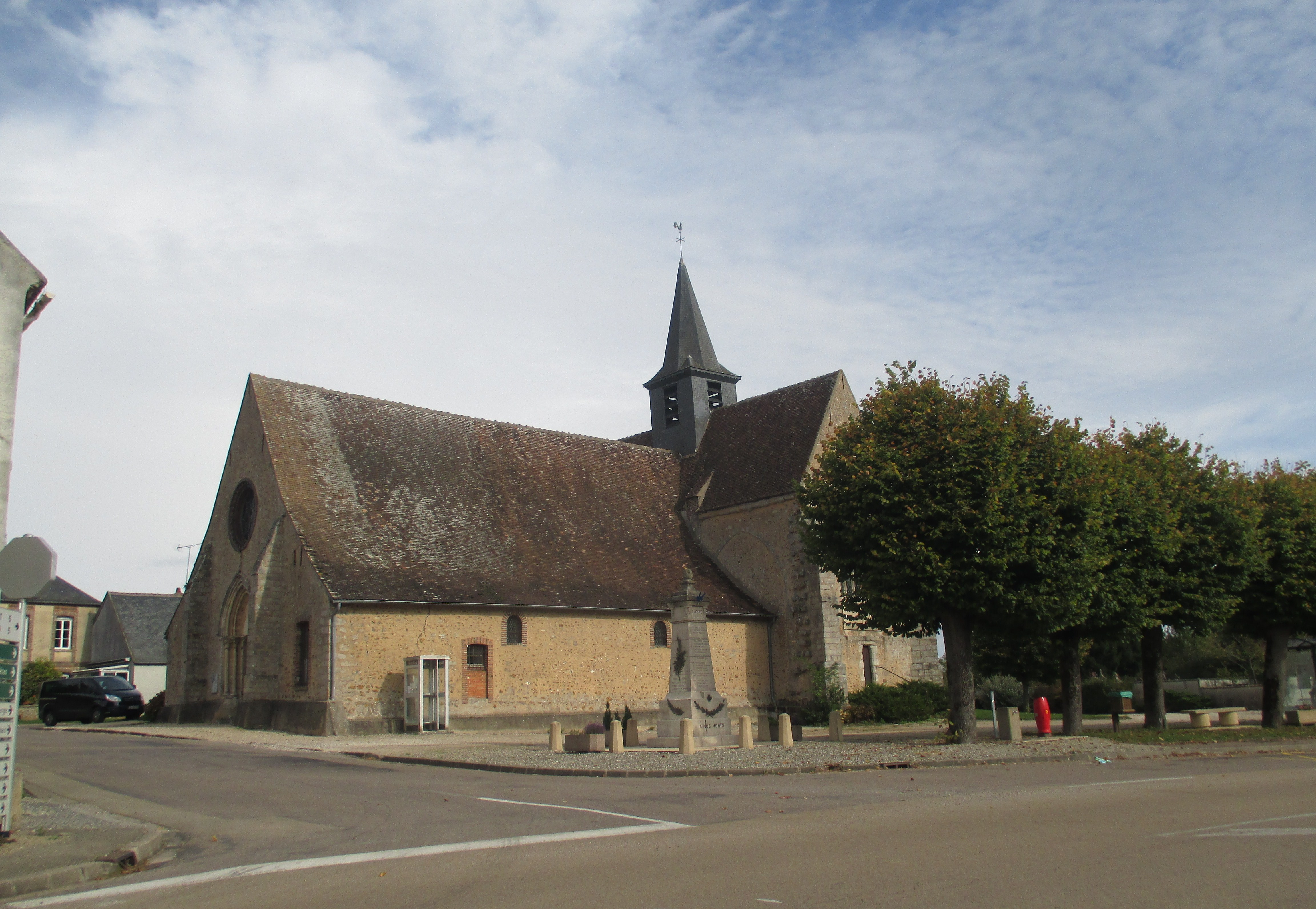

Bussy-le-Repos – miejscowość i gmina we Francji, w regionie Burgundia-Franche-Comté, w departamencie Yonne.
Według danych na rok 1990 gminę zamieszkiwało 278 osób, a gęstość zaludnienia wynosiła 12 osób/km² (wśród 2044 gmin Burgundii Bussy-le-Repos plasuje się na 635. miejscu pod względem liczby ludności, natomiast pod względem powierzchni na miejscu 339.).